# ミコラ・トチツキー
ミコラ・スタニスラーヴォヴィチ・トチツキー（ウクライナ語: Микола Станіславович Точицький、1967年9月22日 - ）は、ウクライナの外交官、政治家。2024年9月5日よりウクライナ文化・戦略コミュニケーション大臣を務める。これまでに大統領府副長官（2024年）、外務副大臣（2021年-2024年）、在ベルギー大使（2016年-2021年）、欧州連合（EU）ウクライナ代表（2016年-2021年、兼務）、欧州評議会常任代表（2010年-2016年）などを歴任した。

## 経歴

### 生い立ちと学歴
1967年9月22日、ウクライナのヴィーンヌィツャ州で生まれる。ウラディヴスケ村のウラディヴスク中学校を卒業後、1993年にキエフ大学でフランス語と英語の翻訳を専攻し卒業。1995年には同大学の国際関係研究所で国際法を学び、修士論文「核兵器使用の合法性」を執筆。1999年にはジュネーヴ安全保障政策センターで学んだ。

### 初期のキャリア
1985年から1987年まで軍務に就いた後、1993年にウクライナ外務省に入省。武器管理・軍縮部門のアタシェや第三書記を務めた。1995年から1998年までは在ベルギー大使館で第三書記、第二書記として勤務し、NATO、EU、化学兵器禁止機関（OPCW）などとの協力に従事。1998年から1999年は外務省の核軍縮部門で第一書記を務め、ジュネーヴ安全保障政策センターで研修を受けた。

### 外交キャリア
2000年から2001年は外務省のNATO・欧州安全保障部門で顧問を務め、2001年から2003年までは欧州評議会ウクライナ常任代表部の顧問としてストラスブールに駐在。2003年から2004年は外務省閣僚室の第一副室長、2004年から2005年は領事局長を務めた。2005年から2008年まではサンフランシスコのウクライナ総領事を務め、2008年から2010年は大統領府国際協力部の第一副部長として、ソマリア沖で拿捕された貨物船「ファイナ」の解放交渉に参加した。
2010年2月8日から2016年2月4日まで欧州評議会ウクライナ常任代表を務め、2011年にはウクライナとして初の欧州評議会閣僚委員会の議長国を主導。欧州ペット保護条約の署名にも関与した。
2016年2月4日から2021年4月6日まで在ベルギー大使およびEUウクライナ代表（兼務）を務め、ウクライナ・EU協会協定の効力発動やビザなし渡航の実現、欧州グリーンディールへの参加などに貢献。2016年10月24日から2021年4月6日までは在ルクセンブルク大使（兼務）を務めた。
2021年9月29日から2024年4月12日まで外務副大臣を務め、2022年のロシアとの交渉（ベロヴェジスカヤ・プーシャおよびイスタンブール）やウクライナの安全保障保証に関する交渉に参加した。
2024年4月15日から9月4日まで大統領府副長官を務め、同年9月5日に最高議会により文化・戦略コミュニケーション大臣に任命された。
2025年7月16日、シュミハリ内閣総辞職により文化・ 戦略コミュニケーション大臣から解任された。

## 文化外交
トチツキーは妻タマラとともに文化外交に力を入れ、2010年から2016年の欧州評議会勤務時にはウクライナ人芸術家の展覧会やコンサートを企画。2016年から2021年のベルギー駐在中には「ウクライナの春」フェスティバルや映画祭、ウクライナ人作家のイベントを開催し、2019年にはアルロンにアンナ・キエフスカヤの記念碑を建立した。

## 栄典
- 功労勲章2等（2023年）[12]
- 功労勲章3等（2021年）[13]
- ウクライナ功労弁護士
- 最高議会表彰状
- 閣僚会議名誉表彰状